# Semelangulus mesodesmoides
Semelangulus mesodesmoides is een tweekleppigensoort uit de familie van de Tellinidae. De wetenschappelijke naam van de soort is voor het eerst geldig gepubliceerd in 2000 door Oliver & Zuschin.